# Reduplicación (lingüística)

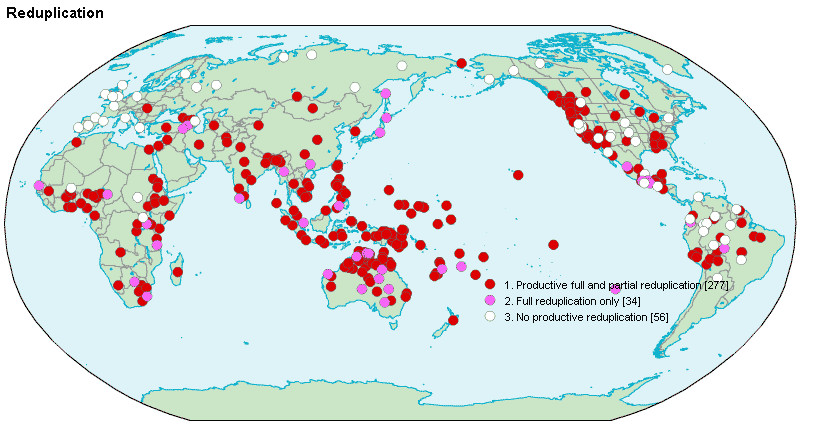
Ocurrencia de reduplicación en las lenguas del mundo

La reduplicación es un procedimiento morfológico usado en muchas lenguas, especialmente en la flexión, consistente en que una palabra completa o una parte de la misma se repita creando una nueva forma con un significado ligeramente diferente.

## Descripción
La reduplicación puede ser total o parcial:
- La reduplicación total consiste en repetir íntegramente una unidad léxica. Como recurso expresivo existe en todas las lenguas. En español se puede decir cómetelo todo todo para significar 'cómelo completamente' o en español de España y de otros países hispanohablantes estoy muy muy cansado (= 'realmente cansado', español de México(algunas zonas): estoy mucho muy cansado sin reduplicación) Además un buen número de lenguas pueden usarlo como mecanismo gramatical normal para la formación del plural en sustantivos, de intensivos en adjetivos y verbos, de frecuentativos en verbos, etc.
- La reduplicación parcial consiste en la repetición de un segmento de la palabra o una parte de la misma, normalmente la primera sílaba o la parte inicial de la palabra.

### Reduplicación total y parcial
La reduplicación total consiste en tomar una palabra o forma léxica y repetirla íntegramente dos veces. Aunque este tipo de reduplicación es conceptualmente sencillo y se usa en ciertas lenguas, especialmente para formar el plural, no es el más frecuente.
En muchas lenguas se da la reduplicación parcial consistente en repetir sólo una secuencia inicial de la palabra y dejarla como "prefijada" a la vieja raíz (aunque hablar de prefijo aquí, sería conceptualmente incorrecto). Este tipo de reduplicación es tan frecuente en las lenguas del mundo, que se da por ejemplo en el latín.

### Significados
En los sustantivos la reduplicación total o parcial está asociada a la formación del plural. 
- En indonesio la duplicación total es una forma regular de formar el plural: orang 'persona' > orang-orang 'personas, gente' (aunque en presencia de numerales no existe duplicación: seribu orang 'mil personas').
- En pápago, lengua utoazteca de México, la reduplicación parcial de primera sílaba es la forma regular de formar el plural:[2] baana 'coyote' > babaana 'coyotes'. También en guarijío y tarahumara usan regularmente la reduplicación para la formación del plural,[3] incluso otras lenguas utoaztecas que forman el plural normalmente mediante sufijos, como el náhuatl, conservan restos del antigua reduplicación parical como marca de plural: coyōtl 'coyote' > cōcoyoh 'coyotes' y conētl 'niño' > cōconēh 'niños'.[4]

En los verbos la reduplicación puede referirse a una acción repetida o habitual (frecuentativo) o puede indicar una mayor intensidad en la acción (intensivo). En algunas lenguas la reduplicación parcial en los verbos sirve para marcar algunos tiempos verbales.

## Lenguas con reduplicación
- Algunas lenguas malayo-polinesias como el tagalog o el indonesio existe reduplicación total para formar el plural.
- La mayoría de lenguas utoaztecas conservan señales de reduplicación parcial en la formación del plural.
- El latín retiene en algunos verbos de la segunda y tercera conjugación formas con reduplicación parcial en la formación del pasado: mordēre 'hincar el diente' > momordisse 'haber hincado el diente'.
- El griego antiguo tiene la reduplicación como procedimiento regular para formar el tema de perfecto del verbo: presente γράφεται gráfetai 'se escribe' / perfecto γέγραπται gégraptai 'se ha escrito'.
- Las lenguas tai-kadai a pesar de su carácter aislante usan la reduplicación total como marcador de intensivo: dii (ดี) 'bueno' / díi-dii (ดี๊ดี) 'muy bueno' o como acción repetida: sànuk-sanâan (สนุกสนาน) 'disfrutar uno mismo' / sanuk (สนุก) 'divertirse'.[5]
- El chino mandarín usa la reduplicación también como marcador de intensivo: hóng 'rojo / hóng hóng 'rojo intenso' y pàng 'gordo' / pàng pàng 'muy gordo'.[6]
- En el Alemán de Suiza los verbos "ga/go", "cho", "la/lo" y "aafa/aafo" (ir, venir, dejar, empezar) combinados con otros verbos se reduplican y se anteponen al verbo principal.